# 1987 FIFAワールドユース選手権
1987 FIFAワールドユース選手権は1987年10月10日から10月25日まで、チリで開催された、第6回目のFIFAワールドユース選手権である。大会はアントファガスタ、コンセプシオン、サンティアゴ、バルパライソ の4都市で合計32試合が行われた。決勝戦はサンティアゴのエスタディオ・ナシオナル・デ・チリで行われユーゴスラビアが初優勝した。
ユーゴスラビアには大会MVPのロベルト・プロシネチュキ、ズヴォニミル・ボバン、ダヴォル・シュケルら1990年代を通じて活躍した選手達が多数在籍していた。特にプロシネチュキは当時所属していたレッドスター・ベオグラードでも既にレギュラーとして活躍しており、この大会の活躍によって一躍世界に知れ渡る事になった。

## 出場国
| - アジア AFC - サウジアラビア（2大会連続2回目） - バーレーン（5大会振り2回目） - アフリカ CAF - トーゴ（初出場） - ナイジェリア（3大会連続3回目） - オセアニア OFC - オーストラリア（4大会連続4回目） - 北・中米・カリブ海 CONCACAF - アメリカ合衆国（2大会振り3回目） - カナダ（2大会連続3回目） | - 南米 CONMEBOL - コロンビア（2大会連続2回目） - チリ（初出場）開催国 - ブラジル（4大会連続5回目） - ヨーロッパ UEFA - イタリア（3大会振り3回目） - スコットランド（2大会振り2回目） - 西ドイツ（3大会振り2回目） - 東ドイツ（初出場） - ブルガリア（2大会連続2回目） - ユーゴスラビア（4大会振り2回目） |

## グループリーグ

### グループA
| 国名           | 勝点 | 試合 | 勝 | 分 | 負 | 得点 | 失点 | 差 |
| -------------- | ---- | ---- | -- | -- | -- | ---- | ---- | -- |
| ユーゴスラビア | 6    | 3    | 3  | 0  | 0  | 12   | 3    | +9 |
| チリ           | 4    | 3    | 2  | 0  | 1  | 7    | 4    | +3 |
| オーストラリア | 2    | 3    | 1  | 0  | 2  | 2    | 6    | -4 |
| トーゴ         | 0    | 3    | 0  | 0  | 3  | 1    | 9    | -8 |

すべて現地時刻
| 1987年10月10日 17:00 |

| チリ                      | 2 - 4 | ユーゴスラビア                                       |
| トゥドル 17分 · ピノ 67分 |       | ボバン 14分 · シュティマツ 19分 · シュケル 61分 63分 |

| エスタディオ・ナシオナル・デ・チリ サンティアゴ・デ・チリ 入場者数: 67,000人 |

| 1987年10月11日 17:00 |

| トーゴ | 0 - 2 | オーストラリア                   |
|        |       | エドワード 7分 · レイノルド 13分 |

| エスタディオ・ナシオナル・デ・チリ サンティアゴ・デ・チリ 入場者数: 15,000人 |

| 1987年10月13日 17:00 |

| チリ                               | 3 - 0 | トーゴ |
| ピノ 8分 (PK) · トゥドル 32分 75分 |       |        |

| エスタディオ・ナシオナル・デ・チリ サンティアゴ・デ・チリ 入場者数: 60,000人 |

| 1987年10月14日 17:00 |

| ユーゴスラビア                                        | 4 - 0 | オーストラリア |
| ブルノヴィッチ 7分 · シュケル 22分 71分 · ボバン 67分 |       |                |

| エスタディオ・ナシオナル・デ・チリ サンティアゴ・デ・チリ 入場者数: 20,000人 |

| 1987年10月17日 17:00 |

| チリ           | 2 - 0 | オーストラリア |
| ピノ 22分 52分 |       |                |

| エスタディオ・ナシオナル・デ・チリ サンティアゴ・デ・チリ 入場者数: 75,000人 |

| 1987年10月18日 17:00 |

| ユーゴスラビア                                                        | 4 - 1 | トーゴ    |
| ミヤトヴィッチ 20分 33分 · ジロイェヴィッチ 53分 · シュケル 84分 (PK) |       | アリ 75分 |

| エスタディオ・ナシオナル・デ・チリ サンティアゴ・デ・チリ 入場者数: 12,000人 |

### グループB
| 国名         | 勝点 | 試合 | 勝 | 分 | 負 | 得点 | 失点 | 差 |
| ------------ | ---- | ---- | -- | -- | -- | ---- | ---- | -- |
| イタリア     | 5    | 3    | 2  | 1  | 0  | 5    | 2    | +3 |
| ブラジル     | 4    | 3    | 2  | 0  | 1  | 5    | 1    | +4 |
| カナダ       | 2    | 3    | 0  | 2  | 1  | 4    | 5    | -1 |
| ナイジェリア | 1    | 3    | 0  | 1  | 2  | 2    | 8    | -6 |

すべて現地時刻
| 1987年10月11日 17:00 |

| ブラジル                                                            | 4 - 0 | ナイジェリア |
| アルシンド 20分 · アンドレ・クルス 29分 · ウィリアン 35分 62分 (PK) |       |              |

| コンセプシオン 入場者数: 27,000人 |

| 1987年10月12日 17:00 |

| イタリア                               | 2 - 2 | カナダ                         |
| インパロメーニ 50分 (PK) · メッリ 82分 |       | グリムス 9分 · モビーリオ 44分 |

| コンセプシオン 入場者数: 13,500人 |

| 1987年10月14日 17:00 |

| ブラジル | 0 - 1 | イタリア      |
|          |       | ピサーロ 60分 |

| コンセプシオン 入場者数: 18,000人 |

| 1987年10月15日 17:00 |

| ナイジェリア                 | 2 - 2 | カナダ                           |
| エッファ 5分 · アデコラ 44分 |       | ヤンセン 6分 · ドメゼティス 88分 |

| コンセプシオン 入場者数: 5,000人 |

| 1987年10月17日 17:00 |

| ブラジル              | 1 - 0 | カナダ |
| アンドレ・クルス 82分 |       |        |

| コンセプシオン 入場者数: 8,000人 |

| 1987年10月18日 17:00 |

| ナイジェリア | 0 - 2 | イタリア                    |
|              |       | カラーラ 23分 · メッリ 24分 |

| コンセプシオン 入場者数: 9,000人 |

### グループC
| 国名           | 勝点 | 試合 | 勝 | 分 | 負 | 得点 | 失点 | 差 |
| -------------- | ---- | ---- | -- | -- | -- | ---- | ---- | -- |
| 東ドイツ       | 4    | 3    | 2  | 0  | 1  | 6    | 3    | +3 |
| スコットランド | 4    | 3    | 1  | 2  | 0  | 5    | 4    | +1 |
| コロンビア     | 3    | 3    | 1  | 1  | 1  | 4    | 5    | -1 |
| バーレーン     | 1    | 3    | 0  | 1  | 2  | 1    | 4    | -3 |

すべて現地時刻
| 1987年10月11日 17:00 |

| 東ドイツ      | 1 - 2 | スコットランド                       |
| プラーゼ 32分 |       | マックレオ 30分 (PK) · バトラー 36分 |

| ヴァルパライソ 入場者数: 10,000人 |

| 1987年10月12日 17:00 |

| コロンビア      | 1 - 0 | バーレーン |
| トレジェス 10分 |       |            |

| ヴァルパライソ 入場者数: 5,000人 |

| 1987年10月14日 17:00 |

| 東ドイツ             | 3 - 1 | コロンビア           |
| ザマー 9分 30分 70分 |       | トレジェス 10分 (PK) |

| ヴァルパライソ 入場者数: 4,000人 |

| 1987年10月15日 17:00 |

| スコットランド  | 1 - 1 | バーレーン        |
| ニスベット 76分 |       | アル・カラス 24分 |

| ヴァルパライソ 入場者数: 3,000人 |

| 1987年10月17日 17:00 |

| 東ドイツ                          | 2 - 0 | バーレーン |
| リーベルス 78分 · ヴォッシュ 83分 |       |            |

| ヴァルパライソ 入場者数: 2,000人 |

| 1987年10月18日 17:00 |

| スコットランド                     | 2 - 2 | コロンビア         |
| ライト 20分 · マックレオ 74分 (PK) |       | ゲレーロ 48分 58分 |

| ヴァルパライソ 入場者数: 5,000人 |

### グループD
| 国名           | 勝点 | 試合 | 勝 | 分 | 負 | 得点 | 失点 | 差 |
| -------------- | ---- | ---- | -- | -- | -- | ---- | ---- | -- |
| 西ドイツ       | 6    | 3    | 3  | 0  | 0  | 8    | 1    | +7 |
| ブルガリア     | 4    | 3    | 2  | 0  | 1  | 3    | 3    | 0  |
| アメリカ合衆国 | 2    | 3    | 1  | 0  | 2  | 2    | 3    | -1 |
| サウジアラビア | 0    | 3    | 0  | 0  | 3  | 0    | 6    | -6 |

すべて現地時刻
| 1987年10月11日 17:00 |

| アメリカ合衆国 | 0 - 1 | ブルガリア        |
|                |       | ヴァシリエフ 26分 |

| アントファガスタ 入場者数: 18,000人 |

| 1987年10月12日 17:00 |

| サウジアラビア | 0 - 3 | 西ドイツ                                             |
|                |       | エップ 6分 · シュトレーメル 27分 · ヴィテチェク 31分 |

| アントファガスタ 入場者数: 8,000人 |

| 1987年10月14日 17:00 |

| アメリカ合衆国 | 1 - 0 | サウジアラビア |
| アンガー 73分  |       |                |

| アントファガスタ 入場者数: 5,000人 |

| 1987年10月15日 17:00 |

| ブルガリア | 0 - 3 | 西ドイツ                                        |
|            |       | ヴィテチェク 50分 (PK) 53分 · ラインハルト 59分 |

| アントファガスタ 入場者数: 8,000人 |

| 1987年10月17日 17:00 |

| アメリカ合衆国        | 1 - 2 | 西ドイツ                        |
| コンスタンティノ 44分 |       | ヴィテチェク 36分 · メラー 73分 |

| アントファガスタ 入場者数: 3,500人 |

| 1987年10月18日 17:00 |

| ブルガリア                              | 2 - 0 | サウジアラビア |
| スラヴトチェフ 31分 · カライジエフ 37分 |       |                |

| アントファガスタ 入場者数: 8,000人 |

## 決勝トーナメント
すべて現地時刻

### 準々決勝
| 1987年10月21日 19:15 |

| ユーゴスラビア                            | 2 - 1 | ブラジル        |
| ミヤトヴィッチ 52分 · プロシネチュキ 89分 |       | アルシンド 44分 |

| エスタディオ・ナシオナル・デ・チリ サンティアゴ・デ・チリ 入場者数: 60,000人 |

| 1987年10月21日 16:15 |

| イタリア | 0 - 1 | チリ           |
|          |       | ピノ 67分 (PK) |

| コンセプシオン 入場者数: 35,000人 |

| 1987年10月21日 16:15 |

| 東ドイツ                                   | 2 - 0 | ブルガリア |
| シュタインマン 70分 (PK) · ヴォッシュ 83分 |       |            |

| ヴァルパライソ 入場者数: 3,000人 |

| 1987年10月21日 16:15 |

| 西ドイツ         | 1 - 1 4 PK戦 3 | スコットランド  |
| ラインハルト 8分 |                | ニスベット 45分 |

| アントファガスタ 入場者数: 4,000人 |

### 準決勝
| 1987年10月23日 19:15 |

| ユーゴスラビア                    | 2 - 1 | 東ドイツ    |
| シュティマツ 30分 · シュケル 70分 |       | ザマー 49分 |

| エスタディオ・ナシオナル・デ・チリ サンティアゴ・デ・チリ 入場者数: 35,000人 |

| 1987年10月23日 16:15 |

| チリ | 0 - 4 | 西ドイツ                                                          |
|      |       | アイヒェナウアー 9分 · ダムマイアー 15分 · ヴィテチェク 36分 69分 |

| コンセプシオン 入場者数: 36,000人 |

### 3位決定戦
| 1987年10月25日 15:00 |

| 東ドイツ      | 1 - 1 3 PK戦 1 | チリ                    |
| クラフト 73分 |                | ペドロ・ゴンサレス 84分 |

| エスタディオ・ナシオナル・デ・チリ サンティアゴ・デ・チリ 入場者数: 65,000人 |

### 決勝
| 1987年10月25日 18:00 |

| ユーゴスラビア | 1 - 1 5 PK戦 4 | 西ドイツ               |
| ボバン 85分    |                | ヴィテチェク 87分 (PK) |

| エスタディオ・ナシオナル・デ・チリ サンティアゴ・デ・チリ 入場者数: 65,000人 |

## 最終成績
| 1987 FIFAワールドユース選手権 優勝国 |
| ------------------------------------ |
| · ユーゴスラビア · 初優勝            |

## 表彰
- ゴールデンボール賞　ロベルト・プロシネチュキ ユーゴスラビア
- ゴールデンシューズ賞　マルセル・ヴィテチェク 西ドイツ
- フェアプレー賞　 西ドイツ

## 得点ランキング
| 順位 | 選手名                     | 国             | 得点数  | 試合数 |
| ---- | -------------------------- | -------------- | ------- | ------ |
| 1    | マルセル・ヴィテチェク     | 西ドイツ       | 7 (2PK) | 6      |
| 2    | ダヴォル・シュケル         | ユーゴスラビア | 6 (1PK) | 6      |
| 3    | カミロ・ピノ               | チリ           | 5 (2PK) | 6      |
| 4    | マティアス・ザマー         | 東ドイツ       | 4       | 5      |
| 5    | プレドラグ・ミヤトヴィッチ | ユーゴスラビア | 3       | 5      |
| 5    | ルーカス・トゥドル         | チリ           | 3       | 5      |
| 5    | ズヴォニミル・ボバン       | ユーゴスラビア | 3       | 6      |

## 主な出場選手
- ロベルト・ヤルニ
- ブランコ・ブルノヴィッチ
- アンドレアス・メラー
- ダリウシュ・ヴォッシュ
- セザール・サンパイオ
- ビスマルク
- アルシンド
- アンドレ・クルス
- アレッサンドロ・メッリ
- エミル・コスタディノフ
- トニー・メオラ